# Büchelbach (Biebergemünd)
Der ehemals selbständige Ort Büchelbach ist heute eine Siedlung im Ortsteil Bieber der Gemeinde Biebergemünd im hessischen Main-Kinzig-Kreis.

## Lage
Büchelbach liegt 230 m über NN, 500 m östlich des Ortskerns von Bieber. Im Ort mündet der Büchelbach in die Bieber.

## Geschichte
Die älteste Erwähnung des Dorfes stammt aus der Zeit um 1450. Es gehörte zum Amt Bieber, zunächst ein Kondominat zwischen der Grafschaft Rieneck und der Grafschaft Hanau-Münzenberg, nach 1559 zwischen Kurmainz und Hanau-Münzenberg. Nach einem Tausch von Gebieten und Rechten gehörte es ab 1684 vollständig zu Hanau. 1736 starb mit Graf Johann Reinhard III. der letzte Graf von Hanau und die Grafschaft Hanau-Münzenberg fiel an die Landgrafschaft Hessen-Kassel (ab 1803: „Kurfürstentum Hessen“). 1821 kam es dort zu einer grundlegenden Verwaltungsreform. Das Amt Bieber – und damit auch Büchelbach – wurde dem neu gebildeten Landkreis Gelnhausen zugeschlagen. 1895 bildet Büchelbach zusammen mit Gassen eine Gemeinde. Diese wurde später mit Bieber vereinigt und so 1971 zusammen mit den Gemeinden Breitenborn/Lützel, Roßbach und Lanzingen im Zuge der Gebietsreform in Hessen zur (Groß-)Gemeinde Bieber zusammengeschlossen, die wiederum seit 1974 gemeinsam mit Biebergemünd die (neue) Gemeinde Biebergemünd bildet. Im gleichen Jahr ging der Kreis Gelnhausen im Main-Kinzig-Kreis auf.

## Einwohnerentwicklung
- 1598: 11 Haushaltungen[1]
- 1895: 4 Häuser mit 18 Bewohnern, mit Gassen zusammen 17 Häuser mit 90 Bewohnern